# Anton Zischka
Anton Emmerich Zischka (né Anton Emmerich Zischka von Trochnov à Vienne le 14 septembre 1904 et mort à Majorque le 31 mai 1997) est un auteur polyglotte de nationalité autrichienne des années 1930 et 1950 et un des écrivains non-fiction les plus importants du XXe siècle. Il a utilisé aussi comme noms de plume Rupert Donkan, Thomas Daring, Darius Plecha et Antal Sorba. Ses 40 livres ont été traduits en 18 langues.

## Biographie
Auteur polyglotte, il a travaillé comme ouvrier dans les mines de charbon[pertinence contestée] du Borinage, en Belgique et dans les pétroles roumains. 
Zischka a été rédacteur de la Neue Freie Presse de 1924 à 1929. À partir de 1930 à Paris, il est correspondant de journaux européens et américains. Il a couvert la quasi-totalité des continents. Son succès éditorial lui a permis d’utiliser un avion personnel lors de reportages internationaux. Ses reportages sur les inondations de 1931 en Chine ont été publiés par de nombreux journaux européens, et lui ont valu le succès.
Il est témoin de la prise de contrôle des Américains sur les champs pétrolifères de l'Arabie (1934). À partir de 1934, il publie des ouvrages sur des thèmes économiques : le pétrole, l'énergie, la faim dans le monde, le rôle des États-Unis et du dollar, etc. 
Il publie dans les journaux Gringoire, Le Crapouillot et Paris-Soir. 
Il réside à Majorque, en Espagne.
La problématique de ses livres rejoignait les intérêts de la propagande nazie et l'appui de Fritz Todt a peut-être contribué à faire de Zischka un auteur maison nazi[citation nécessaire]. Son ouvrage La science brise les monopoles est entré au programme des écoles allemandes. 
Après la guerre, à partir de 1948, il doit cesser ses activités ; il recommencera avec la maison Bertelsmann et retrouvera le succès.
Les archives de Zischka se trouvent au Deutsches Museum, à Munich.

## Publications
En français
- La Guerre secrète pour le coton, Paris, Payot, coll. « Collection d'études, de documents et de témoignages pour servir à l'histoire de notre temps », 1934, 212 p..
- La Guerre secrète pour le pétrole (préf. Francis Delaisi), Paris, Payot, coll. « Collection d'études, de documents et de témoignages pour servir à l'histoire de notre temps », 1934, 286 p..
- Le Japon dans le monde : L'expansion nippone 1854-1934, Paris, Payot, coll. « Collection d'études, de documents et de témoignages pour servir à l'histoire de notre temps », 1935, 325 p..
- La science brise les monopoles (trad. F. Kroll, préf. Francis Delaisi), Bruxelles, Éditions de la Toison d'Or, 1941, 396 p.Cet ouvrage expose notamment les réussites de la recherche industrielle de l'Allemagne, empêchée d'importer ses matières premières stratégiques faute d'or disponible, et brisant alors les monopoles anglo-américains sur les matières premières stratégiques par le développement de nouvelles matières synthétiques (caoutchouc, pétrole, textiles).
- Afrique, complément de l'Europe [« Afrika, Europas Gemeinschaftsaufgabe Nr. 1 »] (trad. de l'allemand par Christine Croizard), Paris, R. Laffont, 1952, 288 p..
- L'Asie qui se fait [« Asiens wilder Westen »] (trad. de l'allemand par Pierre Kamnitzer), Paris, R. Laffont, 1960, 364 p..
- C'est aussi l'Europe [« Auch das ist Europa »] (trad. de l'allemand par Pierre Kamnitzer), Paris, R. Laffont, 1962, 397 p..
- [réf. incomplète]Lutte pour la survie. Le droit de l'homme à l'énergie. 1979. Il  retrace toute l'histoire de l'énergie et critique l'utopie d'un retour en arrière, tel qu'il est préconisé par les antinucléaires européens.
- Du pain pour deux milliards d'hommes [« Brot für zwei Milliarden Menschen »] (trad. de l'allemand par Collin Delevaud), Paris, Flammarion, 1944, 356 p..

En allemand
 (mars 2018).
Le contenu est difficilement compréhensible vu les erreurs de traduction, qui sont peut-être dues à l'utilisation d'un logiciel de traduction automatique.
- Abessinien. "Das letzte ungelöste Problem Afrikas", ebd. 1935[6]
- Sous le nom de Thomas Daring : Ausbeuter der Natur. Goldmann, Lpz. u.a. 1935[7]
- Sous le nom de Rupert Donkon : Die Auferstehung Arabiens. Ibn Sauds Weg und Ziel. ebd. 1935[8]
- Italien in der Welt. Goldmann ebd. 1937, überarb. & ergänzt 1938
- Ölkrieg, Goldmann, Leipzig 1939
- Englands Bündnisse, Goldmann, Leipzig 1940
- Sieg der Arbeit. Geschichte des tausendjährigen Kampfes gegen Unwissenheit und Sklaverei, Goldmann, Leipzig 1941
- Die Auferstehung Arabiens, 1942
- Die Welt bleibt reich, 1952
- Frieden in einer reicheren Welt.[9] Bertelsmann, Gütersloh 1958
- Pioniere der Elektrizität. Vom Bernstein bis zum Zyklotron. Bertelsmann, Gütersloh 1958. Neuausgabe udT: Große Pioniere der Elektrizität. ebd. 1962 i. d. Reihe "Bücherei Bildung und Wissen".
- Kohle im Atomzeitalter, Bertelsmann, 1961
- War es ein Wunder? Zwei Jahrzehnte deutschen Wiederaufstiegs. Mosaik, Hamburg, 1966[10]
- Das Ende des amerikanischen Jahrhunderts. 1972; wieder Stalling, Oldenburg 1985,  (ISBN 3-7979-1343-5)
- Kampf ums Überleben. Das Menschenrecht auf Energie. Econ, München 1979,  (ISBN 3-430-19964-6)
- unter Pseudonym Antal Sorba : Die große Schröpfung. 5000 Jahre Wirtschaft trotz Finanzamt, Econ, München 1985,  (ISBN 3-430-18620-X)
- Der Dollar. Glanz und Elend der Weltwährung, Langen Müller/Herbig, 1986; Akt. Neuausgabe 1995,  (ISBN 3-7844-7345-8)
- Tschernobyl: kein Zufall. Sowjetwirtschaft und die Fehler des Westens. Universitas, München 1987,  (ISBN 3-8004-1138-5)
- Die alles treibende Kraft. Weltgeschichte der Energie. 1988  (ISBN 3-87200-667-3)